# Liste der Kantone im Département Pyrénées-Orientales
Das Département Pyrénées-Orientales liegt in der Region Okzitanien in Frankreich. Es untergliedert sich in drei Arrondissements mit 17 Kantonen (französisch cantons).
Siehe auch: Liste der Gemeinden im Département Pyrénées-Orientales

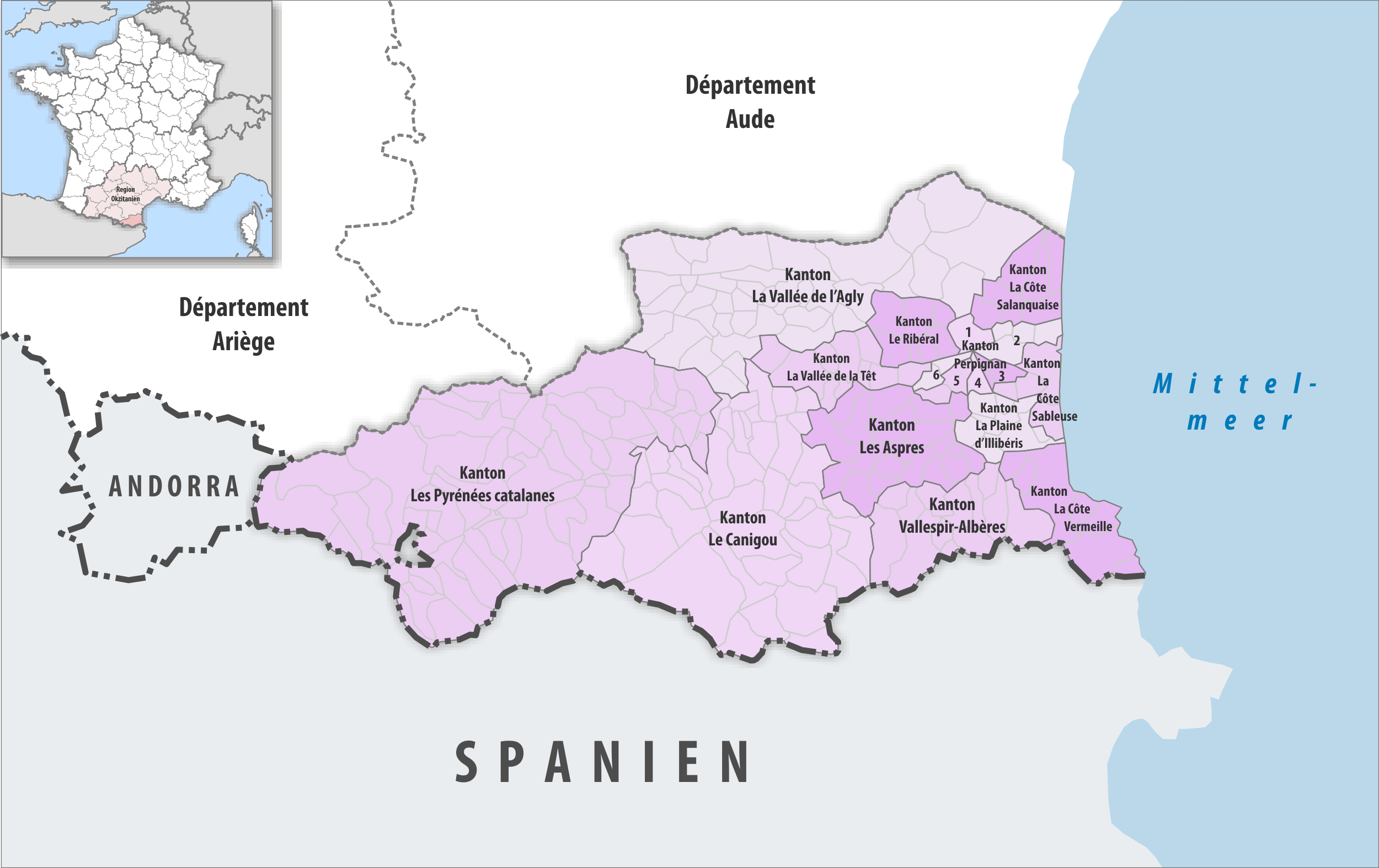
Gemeinden und Kantone im Département Pyrénées-Orientales

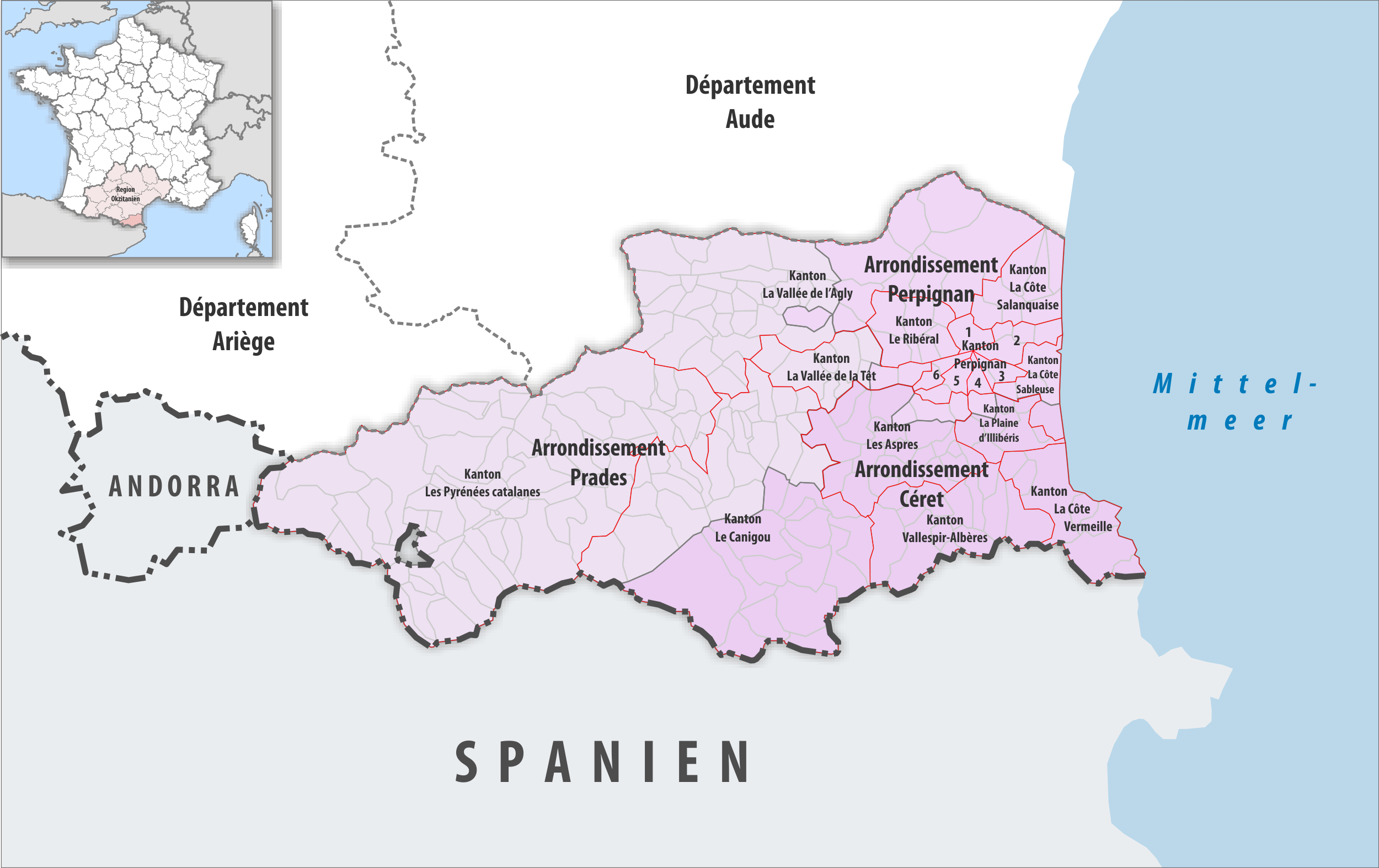
Gemeinden, Arrondissemente und Kantone im Département Pyrénées-Orientales

| Kanton                          | Gemeinden | Einwohner 1. Januar 2022 | Fläche km² | Dichte Einw./km² | Code INSEE | Arrondissement(e) |
| ------------------------------- | --------- | ------------------------ | ---------- | ---------------- | ---------- | ----------------- |
| Les Aspres                      | 22        | 33.625                   | 260,46     | 129              | 6601       | Céret, Perpignan  |
| Le Canigou                      | 41        | 21.560                   | 904,70     | 24               | 6602       | Céret, Prades     |
| La Côte Sableuse                | 4         | 33.510                   | 54,64      | 613              | 6603       | Céret, Perpignan  |
| La Côte Salanquaise             | 6         | 39.089                   | 88,35      | 442              | 6604       | Perpignan         |
| La Côte Vermeille               | 7         | 29.815                   | 157,21     | 190              | 6605       | Perpignan         |
| Perpignan-1                     | 1⁄6       | 28.168                   | 19,43      | 1.450            | 6606       | Perpignan         |
| Perpignan-2                     | 3 1⁄6     | 31.076                   | 38,87      | 799              | 6607       | Perpignan         |
| Perpignan-3                     | 1 ⁄6      | 24.435                   | 14,29      | 1.710            | 6608       | Perpignan         |
| Perpignan-4                     | 1⁄6       | 24.493                   | 10,15      | 2.413            | 6609       | Perpignan         |
| Perpignan-5                     | 1 ⁄6      | 28.893                   | 20,92      | 1.381            | 6610       | Perpignan         |
| Perpignan-6                     | 1 ⁄6      | 24.074                   | 14,63      | 1.646            | 6611       | Perpignan         |
| La Plaine d’Illibéris           | 9         | 33.694                   | 78,07      | 432              | 6612       | Céret, Perpignan  |
| Les Pyrénées catalanes          | 62        | 27.009                   | 1.246,80   | 22               | 6613       | Prades            |
| Le Ribéral                      | 7         | 25.163                   | 90,21      | 279              | 6614       | Perpignan         |
| La Vallée de l’Agly             | 38        | 29.840                   | 751,34     | 40               | 6615       | Perpignan, Prades |
| La Vallée de la Têt             | 10        | 27.440                   | 126,04     | 218              | 6616       | Perpignan, Prades |
| Vallespir-Albères               | 13        | 31.080                   | 239,91     | 130              | 6617       | Céret             |
| Département Pyrénées-Orientales | 226       | 492.964                  | 4.116,02   | 120              | 66         | –                 |

## Liste ehemaliger Kantone
Bis zum Neuzuschnitt der französischen Kantone im März 2015 war das Département Pyrénées-Orientales wie folgt in 31 Kantone unterteilt:
| Arrondissement | Kantone |
| -------------- | --- |
| Céret          | Argelès-sur-Mer, Arles-sur-Tech, Céret, Côte Vermeille, Prats-de-Mollo-la-Preste |
| Perpignan      | Canet-en-Roussillon, La Côte Radieuse, Elne, Latour-de-France, Millas, Perpignan-1, Perpignan-2, Perpignan-3, Perpignan-4, Perpignan-5, Perpignan-6, Perpignan-7, Perpignan-8, Perpignan-9, Rivesaltes, Saint-Estève, Saint-Laurent-de-la-Salanque, Saint-Paul-de-Fenouillet, Thuir, Toulouges |
| Prades         | Mont-Louis, Olette, Prades, Saillagouse, Sournia, Vinça |